# Spacer's Toulouse Volley 2017-2018
Questa voce raccoglie le informazioni riguardanti lo Spacer's Toulouse Volley nelle competizioni ufficiali della stagione 2017-2018.

## Organigramma societario
Area direttiva
- Presidente: Jean Azema, Didier Conjeaud

Area tecnica
- Allenatore: Stéphane Sapinart
- Allenatore in seconda: Erik Arjona

## Rosa
| N° | Nome                  | Ruolo | Data di nascita   | Nazionalità sportiva |
| -- | --------------------- | ----- | ----------------- | -------------------- |
| 1  | Barthélémy Chinenyeze | C     | 28 febbraio 1998  | Francia              |
| 2  | Bruno Temponi         | S     | 11 febbraio 1986  | Brasile              |
| 3  | Nicolas Burel         | C     | 7 settembre 1991  | Francia              |
| 4  | Jelle Ribbens         | L     | 17 marzo 1992     | Belgio               |
| 5  | Louis Pineau          | L     | 31 agosto 2000    | Francia              |
| 6  | Ryan Nickifor         | S     | 19 gennaio 1995   | Canada               |
| 7  | Miguel Ángel de Amo   | P     | 16 settembre 1985 | Spagna               |
| 8  | Théo Faure            | S     | 12 ottobre 1999   | Francia              |
| 9  | Danny Demyanenko      | C     | 13 luglio 1994    | Canada               |
| 10 | Andrès Villena        | O     | 27 febbraio 1993  | Spagna               |
| 11 | Luka Bašić            | S     | 29 gennaio 1995   | Francia              |
| 12 | Emil Serreau          | P     | 25 febbraio 1998  | Svezia               |
| 13 | Stridji Tel           | C     | 8 settembre 1998  | Francia              |
| 14 | Cyril Larrieu         | O     | 22 settembre 1998 | Francia              |
| 15 | Enzo Stragier         | S     | 26 giugno 1996    | Francia              |
| 16 | Mathieu Manusauaki    | S     | 14 novembre 1997  | Francia              |
| 16 | Bram Van den Dries    | O     | 14 agosto 1989    | Belgio               |
| 17 | Diogenes Zagonel      | S     | 16 maggio 1981    | Brasile              |
| 18 | Julien Bergey         | L     | 28 maggio 1996    | Francia              |
| 19 | Yann Tavernier        | O     | 22 agosto 1997    | Francia              |
| 20 | Dimitri Walgenwitz    | P     | 11 aprile 1994    | Francia              |